# 广西华珊瑚蛇
广西华珊瑚蛇（学名：Sinomicrurus peinani），一种分布于中国南方以及越南北部地区的陆生毒蛇，隶属于眼镜蛇科华珊瑚蛇属（带纹赤蛇属）。

## 形态特征
广西华珊瑚蛇头部背面黑色，眼后具有一条非常宽的横带，头部腹面为黄白色。身体背面为棕色，有27+3条狭窄规则带黄边的黑色横带，每条横带与腹部的横带相接，构成闭合环，腹部环间有四边形斑点或不规则短带。

## 保护
本种于2023年被收录入《有重要生态、科学、社会价值的陆生野生动物名录》。